# Test de Finkbeiner
La prova de Finkbeiner o test de Finkbeiner és una de les maneres d'observar com els mitjans de comunicació representen les persones segons el seu gènere, proposada l'any 2013 per la periodista Christie Aschwanden. Té forma d'una llista recordatori de criteris que revisen el possible sexisme dels articles que parlen sobre biografies de dones, especialment dels camps de l'enginyeria, la tècnica i la ciència, ja que sembla que, per exemple, un matemàtic és matemàtic com a característica principal en parlar de la seva feina, però una matemàtica és una dona matemàtica, i dona com a característica principal en parlar del seu treball (vegeu principi de la barrufeta). Aschwander va donar-li el nom d'Ann Finkbeiner, que es va negar a escriure en la revista Nature un article sobre una astrònoma «com a dona».
En moltes fonts, les biografies d'enginyeres i científiques destaquen alguns aspectes personals que mai o rarament apareixerien si fossin homes, com típicament la seva bellesa o manca d'ella (vegeu cosificació de la dona), els seus suposats admiradors i amants, la feina del seu marit, la manera de compaginar o no la vida familiar amb la laboral, o com la primera ha influït la segona. Per exemple, un article documentat que no passa la prova és la necrològica de l'enginyera aeroespacial Yvonne Brill al New York Times, que, escrita l'any 2013, començava dient "Cuinava una carn Strogonoff deliciosa, va seguir el seu marit al llarg de tota la seva carrera i va interrompre aquesta durant vuit anys per ocupar-se dels seus tres fills. 'La millor mare del món', segons el seu fill Matthew." El diari va ser obligat a modificar-la i ho va fer per una altra en la qual la "carn Strogonoff" era substituïda per "brillant científica de coets".

## Criteris del test
La prova proposada per Aschwanden detecta masclisme, basat en un sistema androcèntric i patriarcal, si en algun moment de l'article es menciona almenys un dels següents aspectes:
- El fet que sigui dona com a característica més definitòria
- La feina del marit de la dona
- La conciliació de la feina amb la maternitat
- La manera «maternal» de relacionar-se amb els seus subordinats
- Com es va quedar parada en conèixer la competència ferotge en el seu camp científic
- Com n'és un model de dona per a d'altres (vegeu també: efecte Curie)
- El fet de ser «la primera dona que…»